# Skorochodscher Einbettungssatz
Der Skorochodsche Einbettungssatz (auch in den Schreibungen Skorokhod oder Skorohod zu finden) ist ein mathematischer Satz aus der Theorie der stochastischen Prozesse, einem Teilgebiet der Wahrscheinlichkeitstheorie. Er ist nach Anatoli Skorochod benannt. Anschaulich besagt er, dass jede Zufallsvariable sich (unter gewissen Umständen) in die mathematische Modellierung der brownschen Molekularbewegung, den Wiener-Prozess, einbetten lässt.

## Aussage
Gegeben sei ein Wiener-Prozess {\displaystyle (W_{t})_{t\geq 0}} und {\displaystyle \mathbb {F} =({\mathcal {F}}_{t})_{t\geq 0}} die entsprechende erzeugte Filtrierung.
Sei {\displaystyle X} eine reellwertige Zufallsvariable mit {\displaystyle \operatorname {E} (X)=0} und {\displaystyle \operatorname {Var} (X)<\infty }
Dann existiert eine Stoppzeit {\displaystyle \tau } bezüglich {\displaystyle \mathbb {F} }, so dass
{\displaystyle \operatorname {E} (\tau )=\operatorname {Var} (X)}
ist und {\displaystyle W_{\tau }} dieselbe Verteilung hat wie {\displaystyle X}.

## Beispiele
- Sei {\displaystyle X} Dirac-verteilt zum Punkt {\displaystyle 0}, dann ist {\displaystyle E(X)=0} und {\displaystyle \operatorname {Var} (X)=0}. Wähle {\displaystyle \tau \equiv 0}, so ist {\displaystyle E(\tau )=\operatorname {Var} (X)=0} und {\displaystyle W_{0}{\overset {d}{=}}X}.
- Sei {\displaystyle X} zweipunktverteilt auf {\displaystyle \{a,b\}} mit {\displaystyle a<0<b} und {\displaystyle P^{X}(\{a\})={\frac {b}{b-a}}} bzw. {\displaystyle P^{X}(\{b\})=-{\frac {a}{b-a}}}. Dann ist {\displaystyle E(X)=0} und {\displaystyle \operatorname {Var} (X)<\infty }. Wähle dann die Ersteintrittszeit {\displaystyle \tau =\inf\{t\geq 0:W_{t}\in \{a,b\}\}}, so gilt {\displaystyle E(\tau )=\operatorname {Var} (X)=-ab} und {\displaystyle W_{\tau }{\overset {d}{=}}X}.

Eine Konstruktion der gesuchten Stoppzeit für eine beliebige reellwertige Zufallsvariable {\displaystyle X} mit den obigen Eigenschaften lässt sich über eine Mischung von Zweipunktmaßen erreichen.

## Anwendung
Mit dem Einbettungssatz lässt sich das Gesetz des iterierten Logarithmus in der allgemeinen Form leichter herleiten. Dafür zeigt man zuerst das Gesetz des iterierten Logarithmus für den Wiener-Prozess und weitet dann dieses Ergebnis mittels des Einbettungssatzes auf den allgemeinen Fall aus.